# Сунь Чуаньфан
Сунь Чуаньфан (кит. трад. 孫傳芳, упр. 孙传芳, пиньинь Sūn Chuánfāng; 1885, Личэн — 13 ноября 1935, Тяньцзинь), он же «Нанкинский воевода» или глава «Лиги пяти провинций» — китайский милитарист, принадлежавший к Чжилийской клике, и протеже «Нефритового маршала» У Пэйфу (1874—1939).

## Биография
Сунь Чуаньфан родился в Личэне в провинции Шаньдун и получил военное образование в Бэйянской военной академии. В 1904 году его направили в Японию для продолжения обучения. По возвращении Сунь Чуаньфан примкнул к Бэйянским милитаристам, а позже присоединился к Чжилийской клике и быстро продвинулся по службе..
20 марта 1923 Сунь Чуаньфан стал военным губернатором провинции Фуцзянь.
В 1924 году с началом Цзянсу-Чжэцзянской войны Сунь Чуаньфан приступил к командованию Четвёртой армии, расквартированной в Фуцзяни. Во время боевых действий он поддерживал своего союзника Ци Сеюаня, атаковал войска губернатора провинции Чжэцзян и Шанхая Лу Юнсяня с юга, в результате чего последний был разгромлен, а китайская часть Шанхая была захвачена победителями. В качестве награды Сунь Чуаньфан получил должность военного губернатора провинции Чжэцзян (20 сентября 1924 — 19 декабря 1926). Его союзники по Чжилийской клике на севере потерпели поражение во Второй Чжили-Фэнтяньской войне, в результате чего принадлежащие им северные провинции перешли к маньчжурскому правителю Чжан Цзолиню и клике Гоминьцзюнь под руководством Фэн Юйсяна. В январе 1925 года в ходе Аньхой-Фэнтяньской экспедиции под руководством Чжан Цзунчана эти союзники ненадолго захватили провинцию Цзянсу и Шанхай. Не имея поддержки со стороны Сунь Чуаньфана, Ци Сеюань в конце января вынужден был бежать в Японию. Его армия перешла по наследству Сунь Чуаньфану. Осенью тот перешел в контратаку и вытеснил Чжан Цзунчана. В течение двух последующих лет Сунь Чуаньфан распространил своё влияние на провинции Цзянсу, Фуцзянь, Аньхой и Цзянси. 25 ноября 1925 он стал военным губернатором Цзянсу и передвинул свою штаб-квартиру в Нанкин..
Северный поход, предпринятый Национально-революционной армией под руководством Чан Кайши, положил конец его правлению. В марте 1927 года Шанхай был взят и Сунь Чуаньфан сбежал в оккупированный японцами Далянь. 13 ноября 1935 года он погиб в Тяньцзине от рук Ши Цзяньцяо, дочери офицера Ши Цунбиня, который десятью годами ранее сражался в провинции Шаньдун на стороне Чжан Цзолиня. В октябре 1925 года во время войны между Чжилийской и Фэнтяньской кликами Сунь Чуаньфан захватил Ши Цунбиня и приказал отрубить ему голову и водрузить её на пику. Отомстившая за него дочь получила горячую поддержку со стороны общественного мнения и в конце концов была помилована правительством Гоминьдана.